# Luca Bizzocchi
Luca Bizzocchi, född 18 juli 1970, är en sanmarinsk före detta fotbollsspelare.
Bizzocchi spelade en match för det sanmarinska landslaget. Landslagsframträdandet kom mot Turkiet i kvalet till VM 1994 då han byttes in för Pier Domenico Della Valle.